# Pycnomma
Pycnomma is een geslacht van straalvinnige vissen uit de familie van grondels (Gobiidae).

## Soorten
- Pycnomma roosevelti Ginsburg, 1939
- Pycnomma semisquamatum Rutter, 1904